# Corrida em linha
Uma corrida ciclística é definida corrida em linha, ou simplesmente em linha, quando vem dado a via a todos os corredores contemporaneamente, alinhados dentro de uma linha de inicio de partida, e a classifica, é desenhado na ordem em que eles cruzam a linha de chegada. A outra maneira possível é aetapa de contrarrelógio, onde os corredores começam escalonados e o ranking é elaborado de acordo com o tempo gasto por cada um. 

## Descrição
Se executar uma corrida com partida das etapas em linha em mais de um dia, incluindo todos os clássicos. Mesmo em provas por etapas as etapas são na maior parte em linha, com um máximo de dois ou três etapas de contrarrelógio, em provas por etapas de três semanas, e um (ou nenhum) nos mais curtos.